# Рутил (когномен)
Рутил  (на латински: Caeliomontanus) e когномен на фамилиите Вергинии, Корнелии, Марции, Навции.

## Представители
- Прокул Вергиний Трикост Рутил, консул 486 пр.н.е.
- Тит Вергиний Трикост Рутил, консул 479 пр.н.е.
- Авъл Вергиний Трикост Рутил, консул 476 пр.н.е.

- Публий Корнелий Рутил Кос, консулски военен трибун 408 и 406 пр.н.е.

- Гай Марций Рутил, първият плебейски диктатор на Римската република; цензор и четири пъти консул 357, 352, 344 и 342 пр.н.е.
- Гай Марций Рутил Цензорин, консул 310 пр.н.е.

- Спурий Навций Рутил (консул 488 пр.н.е.), консул 488 пр.н.е
- Гай Навций Рутил (консул 475 пр.н.е.), консул 475 и 458 пр.н.е.
- Спурий Навций Рутил (трибун 424 пр.н.е.), консулски военен трибун 424 пр.н.е.
- Спурий Навций Рутил (консул 411 пр.н.е.), консулски военен трибун 419, 416 и 404, консул 411 пр.н.е
- Спурий Навций Рутил (консул 316 пр.н.е.), консул 316 пр.н.е.
- Гай Навций Рутил (консул 287 пр.н.е.), консул 287 пр.н.е.